# Lucius Cassius Longinus
Pour les articles homonymes, voir Cassius Longinus.
Lucius Cassius Longinus est un homme politique de la République romaine, consul pour l'an 107 av. J.-C., année pendant laquelle il meurt au combat contre les Tigurins.

## Famille
Il est membre de la famille plébéienne des Cassii Longini, dont les membres les plus récents à avoir atteint le consulat sont Lucius Cassius Longinus Ravilla en 127 et Caius Cassius Longinus en 124 av. J.-C.
Après lui, Caius Cassius Longinus devient consul en 96 et Caius Cassius Longinus Varus en 73 av. J.-C. Ce dernier est peut-être le père de Caius Cassius Longinus, un des principaux conjurés de l'assassinat de Jules César.

## Biographie
En 111 av. J.-C., il est préteur, peut-être pérégrin. Un tribun de la plèbe, Caius Memmius, accuse le consul Lucius Calpurnius Bestia, Marcus Aemilius Scaurus et d'autres aristocrates d'accepter des pots-de-vin du roi numide Jugurtha en échange d'un simulacre de paix. Memmius persuade le peuple de choisir le préteur Cassius pour l'envoyer à Jugurtha et amener ce prince à Rome sous la sauvegarde de la foi publique,. Jugurtha ne peut témoigner en raison du veto d'un autre tribun. Il fait assassiner un autre prétendant au trône de Numidie à Rome même sans pouvoir être inquiété car protégé par le sauf-conduit du préteur.
En 107 av. J.-C., il est consul après Caius Marius, qui s'arroge le commandement de la guerre de Jugurtha au détriment de Quintus Caecilius Metellus Numidicus,.
Lui-même part en Gaule pour s'opposer aux Cimbres et à leurs alliés. Le consul meurt, ainsi que son légat le consulaire Lucius Calpurnius Piso Caesoninus, sur le champ de bataille, l'armée romaine ayant été défaite par les Tigurins, près du territoire des Nitiobroges, à la bataille d'Agen. Un autre légat, Caius Popillius Laenas, s'étant vu enfermé dans son camp préfère traiter avec l'ennemi et consent à donner des otages. Les soldats romains sont forcés de passer sous le joug,,.